# Первомайський (Городецький район)
Первомайський (рос. Первомайский) — робітниче селище в Городецькому районі Нижньогородської області Російської Федерації.
Населення становить 1432 особи. Входить до складу муніципального утворення робітниче селище Первомайський.

## Історія
Від 2009 року входить до складу муніципального утворення робітниче селище Первомайський.

## Населення
| 1970  | 1979  | 1989  | 2002  | 2008  | 2009  | 2010  |
| ----- | ----- | ----- | ----- | ----- | ----- | ----- |
| 2135  | ↘2126 | ↘1136 | ↘1105 | ↗1196 | ↗1254 | ↗1470 |
| 2011  | 2012  | 2013  | 2014  | 2015  | 2016  | 2017  |
| ↘1469 | ↗1509 | ↗1599 | ↗1642 | ↘1615 | ↘1592 | ↘1582 |